# Nam Eun-young
Nam Eun-young, född den 20 mars 1970, är en sydkoreansk handbollsspelare.
Hon tog OS-guld i damernas turnering i samband med de olympiska handbollstävlingarna 1992 i Barcelona.